# Sœurs du Sacré-Cœur du Verbe Incarné
Les Sœurs du Sacré-Cœur du Verbe Incarné (en latin : Instituti Sororum a Sacro Corde Verbi Incarnati ) forment une congrégation religieuse féminine enseignante de droit pontifical.

## Histoire
La congrégation est fondée le 14 septembre 1884 à Palerme par Francesca Paula Prestigiacomo, en religion Mère Carmela (1858-1948), (reconnue vénérable le 6 décembre 2014) pour l'enseignement des filles. Les sœurs ont une vénération particulière à l'adorable tête du Christ, une dévotion promue par la fondatrice et approuvée en 1904 par le pape Pie X.
L'institut reçoit le décret de louange le 10 novembre 1902 et l'approbation définitive le 27 janvier 1930 ; ses constitutions obtiennent l'approbation finale le 18 février 1941.

## Activités et diffusion
Les sœurs se consacrent à l'enseignement.
Elles sont présentes en:
- Europe : Italie, Suisse
- Amérique : Argentine, Brésil, Canada, Mexique.
- Asie : Israël.

La maison-mère est à Rome.
En 2017, la congrégation comptait 131 sœurs dans 26 maisons.